# 楽天生命保険
楽天生命保険株式会社（らくてんせいめいほけん、英: Rakuten Life Insurance Co., Ltd.）は、東京都港区に本社を置く日本の生命保険会社である。楽天グループ株式会社傘下の中間持株会社、楽天インシュアランスホールディングスの完全子会社。
本項では、前身のアイリオ生命保険株式会社（アイリオせいめいほけん）についても記述する。

## 沿革

### 任意共済から生命保険への転換
アリコジャパン（現・メットライフ生命保険）副社長やアクサ生命保険（旧法人）社長を歴任 した中川博迪が1996年に設立したエキスパートアライアンス株式会社 は、1999年に会員制ロードサービス事業をスタートさせると共に、会員向けのサービスとして任意共済（無認可共済）事業を開始した。会員が自ら紹介者となり新たな会員を紹介する手法（いわゆる多段階販売方式）で会員を増やした結果、2007年の時点で契約者数は約30万人、契約件数は約90万件に達し、任意共済事業者としては国内でトップとなった。
しかし2006年に保険業法が改正され、これまで規制のなかった任意共済が新たに規制の対象となったことから、2007年10月にエキスパートアライアンス保険準備株式会社を設立し、金融庁に生命保険業の免許を申請した。
免許申請に当たっては当初はこれまでの多段階販売方式を踏襲して営業活動を行うことを前提としていたが、最終的にはこれは行わず、エキスパートアライアンスから承継した共済契約についても、新たに契約した生命保険契約とは経理を区分することとなった。
2008年8月1日付で生命保険業の免許を取得、同時に商号をアイリオ生命保険株式会社に変更した。アイリオとは、「愛」と、ポルトガル語で「川」を意味する「リオ」を組み合わせた造語であり、「愛を川のように大きく育みたい」の意味がある。社長には、アリコおよびアクサ生命での中川の部下であり、当時エキスパートアライアンスの代表取締役であった 米田光生が就いた。任意共済が生命保険業に転換したのはこれが初めてのケースとなった。

### 楽天の経営参画
楽天は設立当初からグループ会社の楽天ストラテジックパートナーズ（現・楽天証券）を通じてアイリオ生命に出資していたが、2010年7月30日にアイリオ生命と資本・業務提携を結ぶことで合意し、楽天が第三者割当増資を引き受け、33.8％（議決権ベースでは14.9％）の株式を取得した。同年12月29日には楽天所有の株式全てが議決権を有するA種株式となり、議決権ベースでの株式保有率が33.9％となったことから、楽天の持分法適用関連会社となった。
2011年9月には両社で共同開発した医療保険3商品を「楽天の保険」サイトで販売を開始した。
2012年2月には親会社であったエキスパートグループホールディングス株式会社 を吸収合併したため、楽天が筆頭株主となった。
同年9月20日、楽天はアイリオ生命を子会社化することを発表し、10月には楽天の株式の保有率が議決権ベースで87.8％となり、楽天の連結子会社となった。その後2013年3月27日には楽天の完全子会社となり、同年4月1日に、商号を楽天生命保険株式会社に変更した。

### 楽天グループの保険会社として
商号変更と共に保険商品のネット販売を本格的に開始した。2014年10月には、一定の条件を満たす楽天会員 を対象とした無料がん保険のサービスを開始している。
2015年6月には、設立以来社長を務めていたエキスパートアライアンス出身の米田光生が退任し、楽天出身の高澤廣志（現・楽天株式会社常務執行役員インベストメント＆インキュベーションカンパニー プレジデント）が社長に就任した。
2015年11月には、年齢・性別に関係なく保険料が一律（月額2,000円）で、健康祝い金を楽天スーパーポイントで受け取ることが出来る 総合保障保険「楽天生命のスーパー2000」の発売を開始した。健康祝い金をポイントで支払うサービスは業界初となる。
2018年1月には、東北楽天ゴールデンイーグルスの本拠地球場であり、楽天が2014年より命名権を保有するKoboパーク宮城（宮城球場）の命名権が楽天生命名義となり、楽天生命パーク宮城に改称された。
2018年4月には、楽天市場に出店する法人向けの生命保険商品の開発および販売を目的として、第一生命ホールディングスと業務提携を結んだ。
同年7月には楽天の保険中間持株会社・楽天インシュアランスホールディングス株式会社の設立に伴い、株式移転により同社の完全子会社となった。

## 年表
- 2007年10月 - エキスパートアライアンス保険準備株式会社を東京都千代田区丸の内に設立。
- 2008年
  - 2月 - 東京都港区台場（トレードピアお台場）に本社を移転。
  - 8月 - 生命保険業免許を取得し、アイリオ生命保険株式会社に商号変更。エキスパートアライアンス株式会社の共済契約を承継。
- 2010年
  - 7月 - 楽天と資本・業務提携。
  - 12月 - 楽天の持分法適用関連会社となる。
- 2012年
  - 2月 - エキスパートグループホールディングス株式会社を吸収合併。
  - 10月 - 楽天の連結子会社となる。
- 2013年
  - 3月 - 楽天の完全子会社となる。
  - 4月 - 現商号に商号変更。
- 2015年7月 - 本社を楽天クリムゾンハウスに移転。
- 2018年
  - 2月 - 第一生命ホールディングスと業務提携。
  - 7月 - 楽天インシュアランスホールディングス株式会社の完全子会社となる。楽天グループのコーポレートロゴ変更に合わせ、企業ロゴを変更。
- 2020年2月 - 本社を新宿イーストサイドスクエアに移転[26]。